# NGC 1232

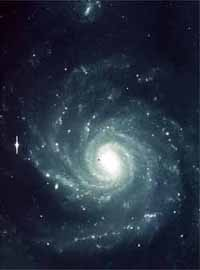
NGC 1232.

NGC 1232 är en galax som ligger ungefär 8 grader norr om Alpha Fornacis. Denna stora men svaga galax är en utmaning för små teleskop, och dess skenbar magnitud på 10,9 kan vara lite vilseledande. Denna galax ses bäst i ett 200 mm teleskop.